# Nusserwanji Tata
Nusserwanji Tata (1822-1886) était un négociant indien en coton et en opium et le père de Jamsetji Tata (1839-1904), le pionnier de l'économie indienne.
Né en 1822 il fait partie d'une famille de prêtres fidèles au Zoroastrisme, où l'on commence à abandonner l'activité religieuse dans les années 1840. La famille s'installe à Navsari.
Il émigra très jeune à Bombay et s'initia aux affaires chez un banquier et marchand hindou. II s'agissait d'exporter d'Inde du coton et de l'opium et d'importer des produits chinois, comme le thé et la soie. En 1859, il détenait une succursale à Hong Kong. Les commerçants parsis sont alors en train de sortir du commerce de l'opium et la guerre de Sécession américaine fait flamber les cours du coton et valorise ses cargaisons.
En 1869, son fils Jamsetji Tata rachète un moulin à huile pour transformer en atelier de coton, qu'il revend deux ans plus tard avant de réinvestir en 1874 dans une usine de coton, puis en 1879 dans un grand complexe de plantations.